# Sigismund Streit
Sigismund Streit (* 13. April 1687 in Berlin; † 20. Dezember 1775 in Padua) war ein deutscher Kaufmann, Sammler und Mäzen der Künste in Venedig.

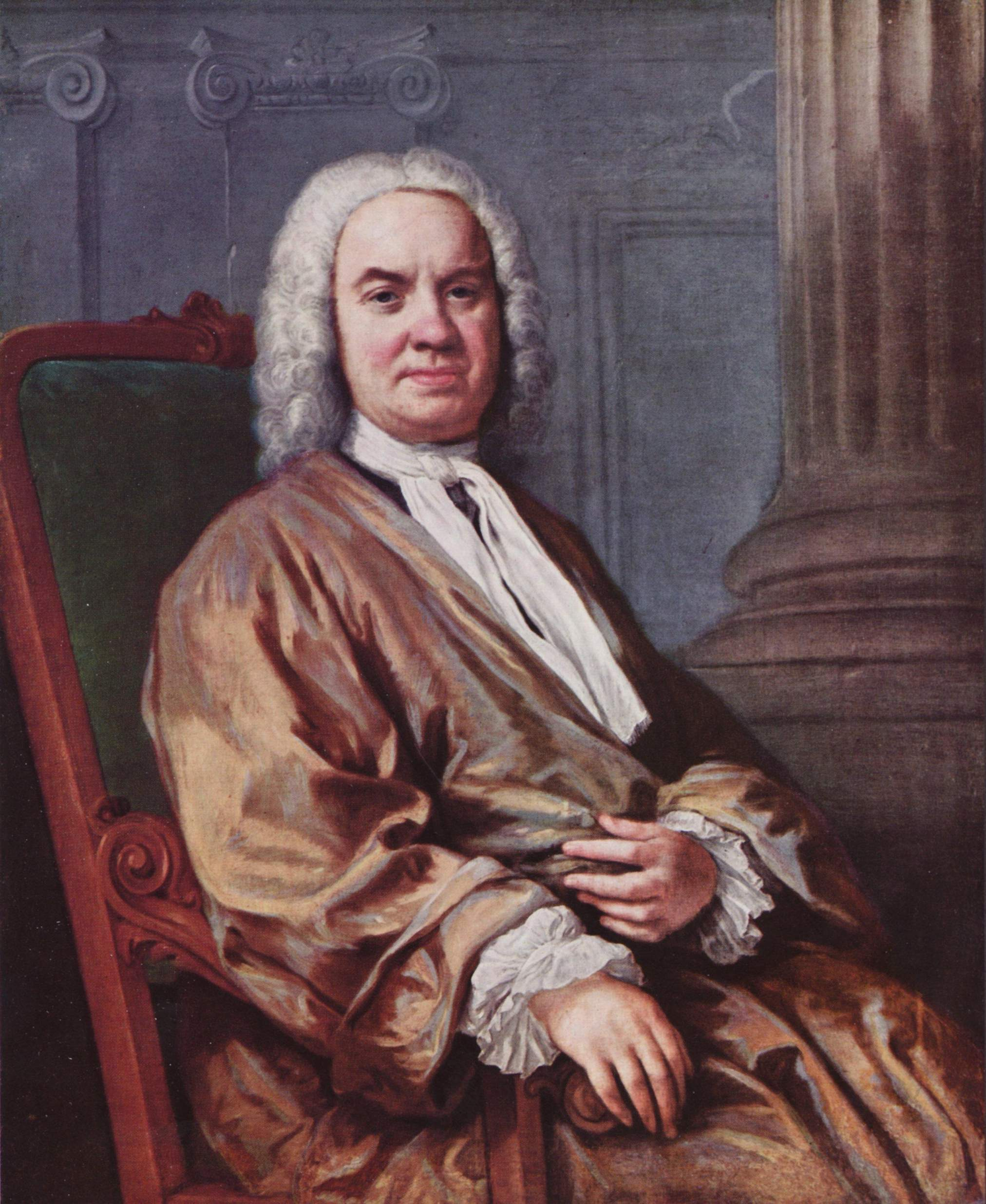
Sigismund Streit von Jacopo Amigoni, 1739, Gemäldegalerie Berlin

Streit war der Sohn des Huf- und Waffenschmiedemeisters (des Bürgers und Bierbrauers) David Streit und der Eva Maria Melzow in Berlin. 1697 bis 1701 besuchte er das Gymnasium zum Grauen Kloster in Berlin, da sein Vater wollte, dass er studierte und Pfarrer würde. 1701 wurde er Waise, verließ die Schule und ging zu einem Verwandten nach Altona in die Kaufmannslehre. Über Leipzig ging er 1709 nach Venedig (die Strecke legte er zu Fuß zurück), wo er sich aus ärmlichen Verhältnissen (er begann als Kaufmannsdiener und Schreiber im Kontor) zu Wohlhabenheit (mit eigenem Palazzo am Canal Grande) hocharbeitete. Mit dem geringen Erbe seines Vaters machte er sich 1715 selbständig. 1754 setzte er sich in Padua zur Ruhe. In Venedig war er als Kunstsammler und Auftraggeber für Maler bekannt, neben Giovanni Antonio Canal unter anderem Antoine Pesne, Jacopo Amigoni, Giuseppe Nogari, Francesco Zuccarelli. Mit dem Sammeln begann er in relativ fortgeschrittenem Alter in den 1740er Jahren.
1724 besuchte er nochmals Deutschland (mit seiner Heimatstadt Berlin), England und die Niederlande. Er heiratete nie und hatte keine Kinder.
Er vermachte sein Vermögen 1752 und 1760 als Stiftung (Streitsche Stiftung) dem Gymnasium zum Grauen Kloster in Berlin. Allein das Bargeld-Vermögen betrug 60.000 Taler, hinzu kamen Gemälde unter anderem von Canaletto, Amigoni, Nogari, Zuccarelli (insgesamt 49 Gemälde), Stiche, Musikalien und Bücher. Er legte die Verwendung des Erbes genau fest, so dass sich der Nachlass durch Zinsen noch vergrößerte. Das Geldvermögen ging durch den Kauf von Kriegsanleihen im Ersten Weltkrieg weitgehend verloren. Die Sammlung hingegen überstand die Zeiten und insbesondere den Zweiten Weltkrieg mit nur wenigen Verlusten. Sie ist noch heute im Eigentum der Streitschen Stiftung. Die Gemälde der Sammlung hat die Stiftung als Leihgabe der Stiftung Preußischer Kulturbesitz überlassen, die ausgewählte Bilder in der Gemäldegalerie Berlin zeigt.
Er wurde in Venedig auf dem ehemaligen protestantischen Friedhof auf der Insel St. Christoph begraben.
Andere zeitgenössische Sammler in Venedig waren der Feldmarschall Graf Matthias Johann von der Schulenburg und der britische Konsul Joseph Smith.